# Willem van der Vliet (1584–1642)
Willem van der Vliet, född 1584 i Delft, död där den 6 december 1642, var en holländsk målare. Han var far till Hendrick Willemszoon van Vliet och farbror till Hendrick Corneliszoon van Vliet. 
van der Vliet målade främst porträtt. Han är representerade på Nationalmuseum i Stockholm.